# Guilherme Posser da Costa

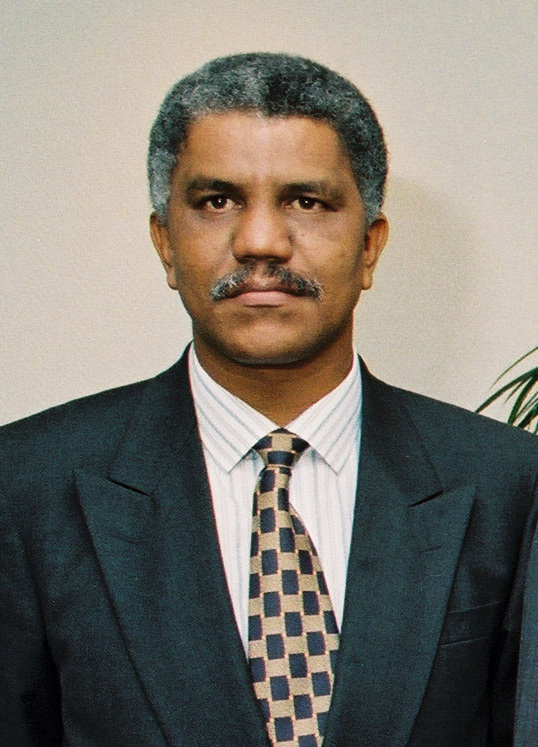
Guilherme Posser da Costa, 1995

Guilherme Posser da Costa (* 18. Mai 1953) ist ein Politiker und früherer Vorsitzender der Partei Movimento de Libertação de São Tomé e Príncipe (MLSTP-PSD) sowie ehemaliger Premierminister auf São Tomé und Príncipe.

## Politische Laufbahn
Er studierte Rechtswissenschaft an der Universität Coimbra in Portugal. 1976 trat er der damaligen Einheitspartei MLSTP bei.
1979 war er für das Justizministerium São Tomés e Príncipes tätig und wurde 1981 Richter am Obersten Gericht. Zwischen 1982 und 1996 hatte er verschiedene Funktionen im Außenministerium: 1986/1987 war Botschafter bei der Europäischen Gemeinschaft, der FAO und zuständig für die Staaten Frankreich, Belgien, die Niederlande, Schweden, Italien und die Bundesrepublik Deutschland. In den Jahren 1987/1988 sowie von 1994 bis 1996 war er Außenminister, dazwischen zuständiger Minister für die Entwicklungshilfe, die dem Land gewährt wurde.
Vom 5. Januar 1999 bis zum 26. September 2001 war er Premierminister. Seit den Parlamentswahlen im März 2002 ist er Abgeordneter. Seine Partei wählte ihn bei ihrem IV. Parteitag am 27. Februar 2005 mit 708 gegen 3 Stimmen zum Nachfolger des langjährigen Vorsitzenden Manuel Pinto da Costa.
Guilherme Posser da Costa gehört wie die ehemalige Premierministerin Maria das Neves zu den Politikern, bei denen die Staatsanwaltschaft die Aufhebung ihrer parlamentarischen Immunität wegen Korruptionsvorwürfen forderte. Nachdem er im November 2004 das Büro des Staatsanwaltes wegen dieser Vorwürfe, die er zurückweist, verwüstet hatte, wurde er zunächst zu zwei Jahren Gefängnis verurteilt. Mitte März 2005 wurde das Urteil aufgehoben und er wurde aufgefordert 1.500 Euro Schadenersatz zu leisten.
Es wurde erwartet, dass er bei den Präsidentschaftswahlen 2006 gegen den Präsidenten Fradique de Menezes antreten würde, jedoch stellte der MLSTP-PSD keinen Kandidaten auf.
| Personendaten    | Personendaten                                                          |
| ---------------- | ---------------------------------------------------------------------- |
| NAME             | Costa, Guilherme Posser da                                             |
| KURZBESCHREIBUNG | são-toméischer Politiker und Premierminister von São Tomé und Príncipe |
| GEBURTSDATUM     | 18. Mai 1953                                                           |